# Hans Pohlmann
Hans Pohlmann (* 4. August 1892 in Altona; † 20. März 1974 in Minden) war ein deutscher Theologe und Konsistorialrat.

## Leben
Pohlmann studierte nach dem Abitur Evangelische Theologie. Sein Interesse galt vor allem der Systematischen Theologie. Er wurde zum Lizentiaten der Theologie promoviert und zum Pfarrer ordiniert. Nach verschiedenen Stellen in Schleswig-Holstein wurde er 1934 Pfarrer in Schneidemühl.
Pohlmann wurde zum Konsistorialrat berufen, weil er die völkisch-nationalistische Position der Deutschen Christen vertrat. Besonders den vermeintlichen Gegensatz des Glaubens Jesu mit dem seines jüdischen Volkes versuchte er auch in Publikationen herauszuarbeiten.
Er gehörte den Deutschen Christen, dem NSKK, der NSV, dem RLB und dem NSLB an. Im Jahre 1939 erklärte Pohlmann seine Mitarbeit am Institut zur Erforschung und Beseitigung des jüdischen Einflusses auf das deutsche kirchliche Leben. An der Johanniskirche von Schneidemühl war er der letzte Pfarrer, bevor das Gebiet durch das Abkommen von Jalta an Polen fiel.

## Werke
- Die Grenze für die Bedeutung des religiösen Erlebnisse bei Luther; Gütersloh: Bertelsmann, 1920
- Deutschtum und Christentum; Bordesholm: Heliand Verlag, 1930
- Evangelium und Idealismus; Bordesholm: Heliand Verlag, 1931
- Die Metanoia als Zentralbegriff der christlichen Frömmigkeit. Eine systematische Untersuchung zum ordo salutis auf biblisch-theologischer Grundlage; Leipzig: Hinrichs-Verlag, 1938
- Der Gottesgedanke Jesu als Gegensatz gegen den israelitisch-jüdischen Gottesgedanken; Weimar: Verlag Deutsche Christen, 1939
- Hat Luther Paulus entdeckt? Eine Frage zur theologischen Besinnung (=Studien der Luther-Akademie N.F. 7). Berlin: Töpelmann, 1959